# Stormgate
Stormgate (с англ. — «Штормовые врата») — бесплатная компьютерная игра в жанре стратегии в реальном времени, разрабатываемая Frost Giant Studios, основанной бывшими сотрудниками Blizzard Entertainment. Вышла в ранний доступ в конце июля 2024 года.

## Игровой процесс
Stormgate — бесплатная научно-фантастическая стратегия в реальном времени. Игра делится на сезоны; в начале каждого сезона выходит новый эпизод кампании, а также развивается кооперативный и соревновательный режимы.
Важным аспектом игры является акцент на социализации. В кампанию можно играть как одному, так совместно с ещё одним игроком. Рейтинговый режим 1 на 1 сопровождается встроенной в игру системой турниров, позволяющей создавать киберспортивные лиги, команды и турниры не закрывая игру; участие в киберспортивных соревнованиях награждается внутриигровыми наградами. В режим наблюдателя встроены обучающие инструменты, рассчитанные на людей, которые желают улучшить свои навыки постредством просмотра чужих игр. В игре есть кооперативный PvE-режим, рассчитанный на трёх игроков; также существует соревновательный режим 3 на 3 с уникальными условиями победы, использующий элементы кооперативного режима. В кооперативном режиме будет система прогрессии, со временем открывающая для игрока новые геймплейные возможности, а также система предметов, позволяющая кастомизировать свою армию.
По ходу партии игрок будет заниматься сбором ресурсов, строительством базы, производством юнитов и изучением технологий; при этом в игре не будет системы героев из Warcraft III. Игрок может выбрать одну из нескольких играбельных рас — люди, пришельцы-демоны и одна или несколько ещё неанонсированных сторон. В игре будет более дружелюбный интерфейс, чем в существующих стратегиях: в частности, строящиеся юниты будут автоматически добавляться в контрольные группы.
Игра будет сопровождаться редактором уровней, позволяющим создавать новые карты и игровые режимы.

## Сюжет
Действие игры разворачивается на постапокалиптической Земле в далёком будущем. Во время солнечных бурь на Земле открываются Штормовые врата, из которых выходят демонические существа. Демоны желают поработить Землю и уже уничтожили практически всё человечество, однако часть людей выжила и объединилась в борьбе за выживание.

## Разработка
В октябре 2020 года двое бывших сотрудников Blizzard Entertainment — Тим Мортен, руководитель StarCraft II: Legacy of the Void, и Тим Кэмпбелл, ведущий дизайнер кампании Warcraft III: The Frozen Throne, — объявили о создании Frost Giant Studios и разработке новой стратегии в реальном времени. Своей целью разработчики называли «привлечение более широкой аудитории в жанр RTS». По словам Тима Мортена, одной из ведущих идей при разработке игры для него стало желание развить кооперативный режим из Legacy of the Void — функции, которая разрабатывалась в последнюю очередь, а оказалась самым популярным игровым режимом в StarCraft II: «мне очевидно, что у сообщества есть запрос на социализацию». Другой идеей было желание создать более казуальную RTS: «мы снизили порог вхождения в игру, оставив потолок мастерства настолько высоким, насколько вы хотите развиваться».
На разработку прототипа было собрано 4,7 млн долларов за счёт посевного финансирования. К марту 2021 года к команде в качестве ведущего инженера присоединился Джеймс Анхальт, ранее отвечавший за архитектуру StarCraft II, а студия собрала ещё 5 млн долларов инвестиций. В мае того же года Frost Giant Studios объявила о партнёрстве с Dreamhaven — студией, основанной экс-учредителем Blizzard Майком Морхеймом, — которая согласилась помочь с препродакшеном и тестированием будущей игры. Также партнёром студии стала компания Epic Games, предоставившая Frost Giant доступ к движку Unreal Engine 5 ещё до его выпуска в ранний доступ. В январе 2022 года в рамках первого раунда финансирования команда привлекла ещё 25 млн долларов инвестиций, из которых 20 млн выделила корейская компания Kakao Games. Среди других бывших сотрудников Blizzard, работающих над игрой — Джесси Брофи (ранее — художница трилогии StarCraft II и ведущий графический дизайнер LotV), Раян Шаттер (дизайнер интерфейса LotV), Кара Лафордж (киберспортивный менеджер) и Джозеф Шанк (инженер геймплея Warcraft III: Reforged).
Игра, названная Stormgate, была представлена 9 июня 2022 года в рамках Summer Game Fest 2022, в тот же день у игры появилась страница в Steam. Игра будет распространяться по модели free-to-play, при этом в игру не планируется добавлять pay-to-win-микротранзакции и NFT. Сюжет будет добавляться в игру по эпизодической системе; по словам разработчиков, ещё до выпуска игры у них был размечен план развития сюжета на первые пять лет после выпуска игры. 12 июля в рамках PC Gaming Show был опубликован трейлер игры и интервью с разработчиками. Также было объявлено о проведении бета-теста в 2023 году.